# Plouégat-Guérand
Plouégat-Guérand (tiếng Breton: Plegad-Gwerann) là một xã của tỉnh Finistère, thuộc vùng Bretagne, miền tây bắc Pháp.

## Dân số
Người dân ở Plouégat-Guérand được gọi là Plouégatais.